# Santuario del Santissimo Crocifisso (Longiano)

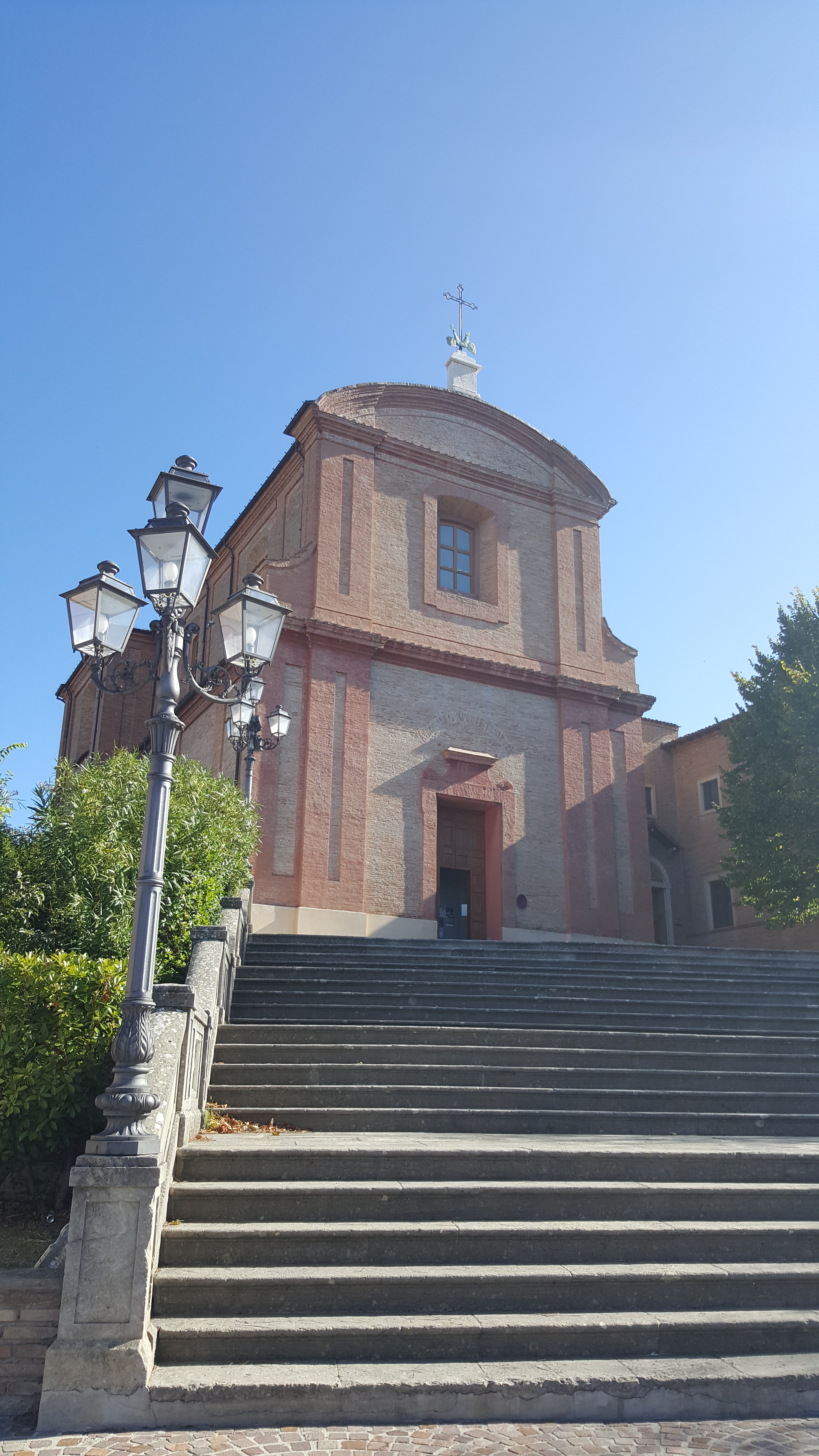
La Chiesa del Santuario del Santissimo Crocifisso di Longiano

Il santuario del Santissimo Crocifisso è un edificio di culto cattolico situato a Longiano, in provincia  di Forlì-Cesena e diocesi di Cesena-Sarsina; custodisce una duecentesca immagine di Cristo crocifisso che nel secolo XV fu al centro di un evento ritenuto miracoloso. Della stessa chiesa è documentato anche l'uso della denominazione antica "di San Francesco", titolo dell'annesso convento dei frati minori conventuali.

## La chiesa
L'edificio fu costruito su una precedente chiesa su disegno dell'architetto Pietro Carlo Borboni, cesenate di adozione ma di origine bergamasca. Terminato nel 1762, fu consacrato il 18 marzo 1764 dal longianese Francesco Maria Manzi, arcivescovo di Avignone.
In tale circostanza fu realizzata al centro dell'abside una nicchia in cui venne collocato il venerato crocifisso la cui fama determinò la nuova intitolazione della chiesa che sostituì quella della precedente dedicata all'Epifania del Signore, eretta insieme all'annesso convento, tra la fine del XIII secolo e la metà del XIV secolo dai frati minori, la cui presenza a Longiano è attestata a partire dal 1277.
Di tale costruzione rimane nella nuova chiesa un frammento di affresco del XIV secolo di scuola giottesca raffigurante la Madonna col Bambino.
La chiesa fu gravemente danneggiata da una bomba sganciata da un cacciabombardiere anglo-americano il 4 ottobre 1944. In tale circostanza andarono distrutte le pitture dell'abside e del soffitto realizzate tra il 1859 e il 1862 da Giovanni Canepa e Girolamo Ballani. Dopo gli interventi di restauro le nuove decorazioni furono eseguite tra il 1964 e il 1965 dal francescano Giovanni Lerario.

## Il miracolo

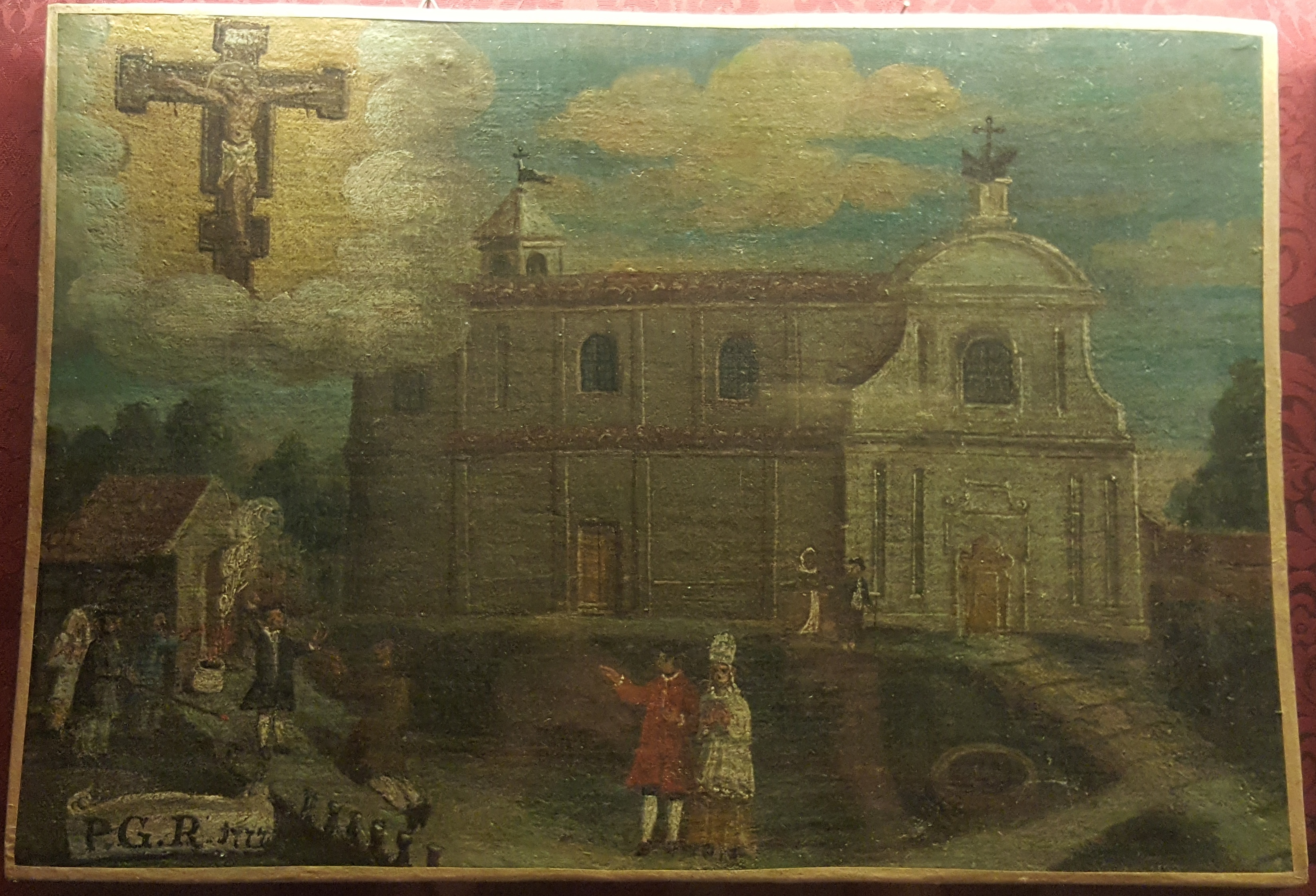
Ex voto del Santissimo Crocifisso di Longiano, esposto al Museo di Arte Sacra di Longiano

Le cronache tramandano che il 6 maggio 1493, mentre presso il Convento di San Francesco di Longiano era in corso il Capitolo provinciale dei frati minori (di tradizione "conventuale") della Provincia dell'Ordine detta Bolognese, una vitella, portata in dono dalla gente della vicina Gambettola, s'inginocchiò "in forma di profonda venerazione" di fronte ad una immagine del crocifisso collocata sopra la porta laterale che dal chiostro immetteva nel coro dell'attigua chiesa. Nonostante i vari tentativi per farla rialzare, la giovenca rimase in quella posizione fino a quando non venne benedetta dal Ministro provinciale dei frati.
All'indomani la sacra immagine fu portata in processione per le vie del paese e quindi traslata all'interno della chiesa che da allora cominciò ad essere detta "del Crocifisso" o anche "di Cristo". La diffusione della devozione a tale immagine venne incrementata a partire dal 1697 con l'istituzione di una Compagnia della Buona Morte eretta presso l'altare del Santissimo Crocifisso (per questo chiamata più semplicemente Compagnia del Santissimo Crocifisso), eretta in arciconfraternita da papa Leone XII con bolla del 28 novembre 1828.

## Il crocifisso

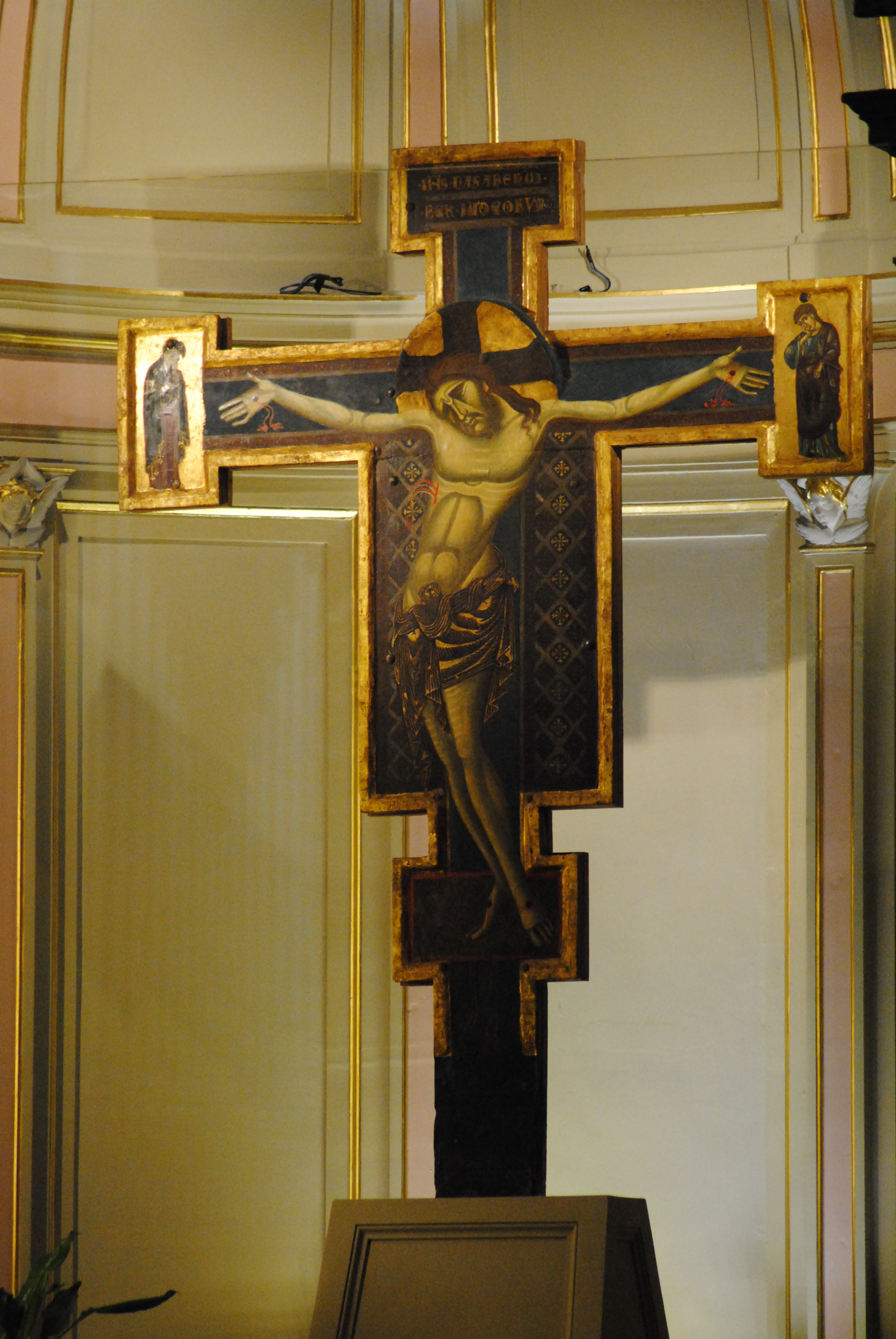
Icona del Crocifisso di Longiano sec. XIII

Il crocifisso venerato nel santuario di Longiano è un'icona su tela del Cristo sofferente, dipinta con tempera ed applicata su tavola di legno (160x132 cm) di autore ignoto. I restauri eseguiti tra il 2004 e il 2005 hanno evidenziato la grande qualità del manufatto per il quale furono utilizzati materiali preziosi che conferivano all'icona una straordinaria luminosità. Gli studi effettuati in tale occasione datano il dipinto intorno al 1270, tra il Crocifisso di Giunta Pisano a Bologna e quello di Cimabue della Chiesa di San Domenico in Arezzo.
Da un punto di vista artistico, l'icona di Longiano si colloca nella fase di passaggio tra le raffigurazioni del Cristo regale e giudice e quelle del Christus patiens, tipiche della scuola giottesca.

## Bibliografia

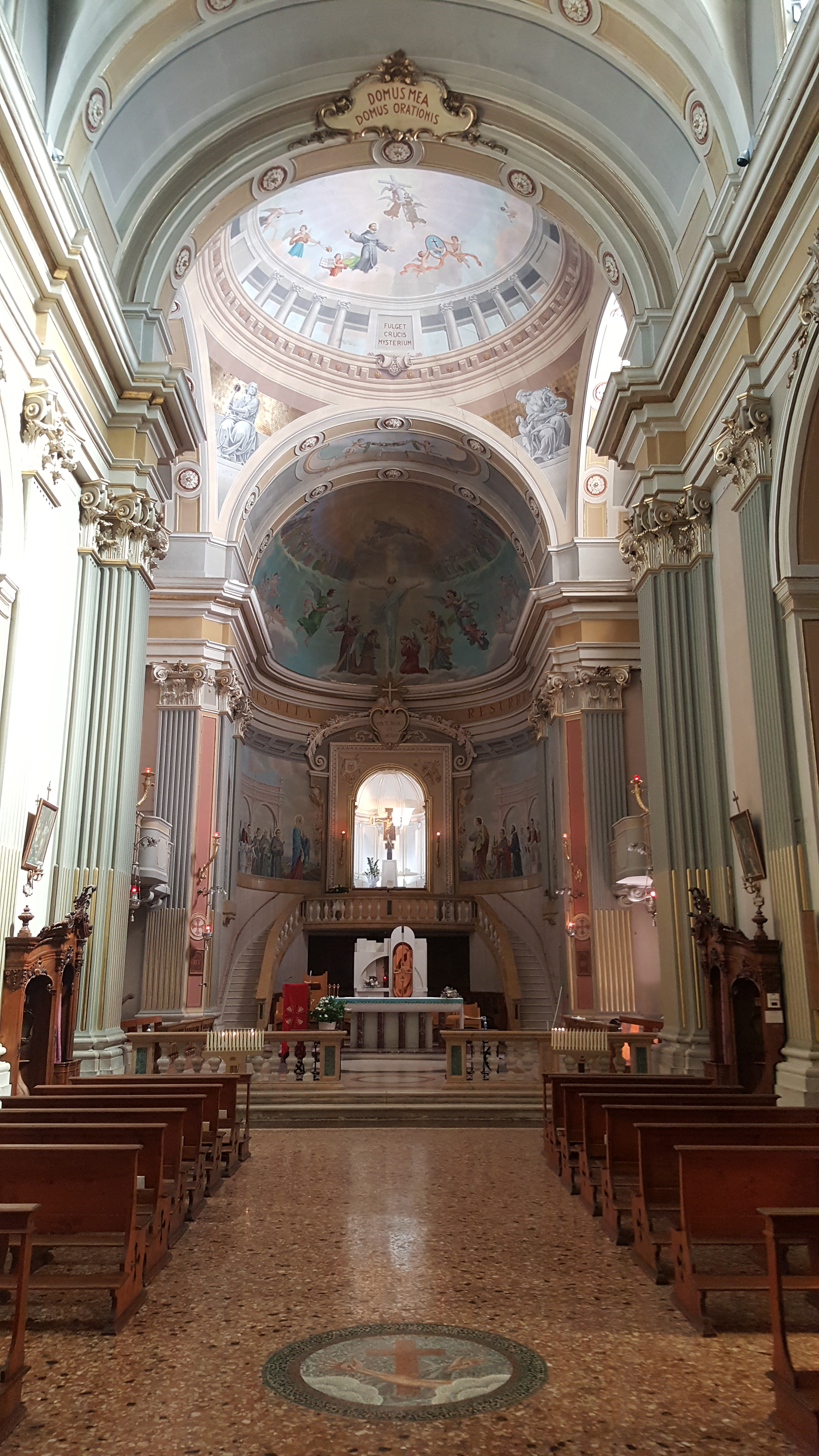
Navata del Chiesa del Santissimo Crocifisso di Longiano